# Роджърс Къп 2013
Роджърс Къп 2013 е турнир, провеждащ се от 3 до 11 август. Това е 124-тото издание от ATP Тур и 112-ото от WTA Тур. Турнирът е част от сериите Мастърс на ATP Световен Тур 2013 и категория Висши 5 на WTA Тур 2013. Мъжката надпревара се провежда в Монреал, а тази при жените - в Торонто.

## Сингъл мъже
- Рафаел Надал побеждава  Милош Раонич с резултат 6–2, 6–2.

- Рафаел Надал печели своята 8-а титла за сезона и общо 58-а в кариерата.
- За първи път Раонич играе във финал на турнир от сериите Мастърс 1000.

## Сингъл жени
- Серина Уилямс побеждава  Сорана Кърстя с резултат 6–2, 6–0.

- Това е 8-а титла на Уилямс за сезона и общо 54-та в кариерата ѝ.
- За Кърстя това е първи финал на турнир от категория Висши 5.

## Двойки мъже
- Александър Пея /  Бруно Соарес побеждават  Колин Флеминг /  Анди Мъри с резултат 6–4, 7–6(7–4).

## Двойки жени
- Йелена Янкович /  Катарина Среботник побеждават  Анна-Лена Грьонефелд /  Квета Пешке с резултат 5–7, 6–2, [10–6].